# Nidovirales
Nidovirales (лат., від nido — гніздо) — порядок вірусів з реалму Riboviria, чиї представники містять одноланцюгову (+)РНК. Нуклеокапсид оточений білковою мембраною і липомісткою зовнішньою оболонкою.

## Захворювання
Представники Nidovirales вражають людини, кішок, птахів, собак, велику рогату худобу, змій і свиней, викликають гострі респіраторні і кишкові захворювання.
Первинна репродукція відбувається у слизовій носоглотки і дихальних шляхів, у результаті виникає рясний нежить, а у дітей — бронхіти і пневмонії.

## Класифікація
На червень 2019 року до порядку відносять наступні підпорядки і родини:
- Підпорядок Abnidovirineae
  - Родина Abyssoviridae (1 підродина з 1 родом)
- Підпорядок Arnidovirineae
  - Родина Arteriviridae (6 підродин з 12 родами)
- Підпорядок Cornidovirineae
  - Родина Coronaviridae — Коронавіруси (2 підродини з 5 родами)
- Підпорядок Mesnidovirineae
  - Родина Medioniviridae (2 підродини з 2 родами)
  - Родина Mesoniviridae (1 підродина з 1 родом)
- Підпорядок Monidovirineae
  - Родина Mononiviridae (1 підродина з 1 родом)
- Підпорядок Ronidovirineae
  - Родина Euroniviridae (2 підродини з 2 родами)
  - Родина Roniviridae (1 підродина з 1 родом)
- Підпорядок Tornidovirineae
  - Родина Tobaniviridae (4 підродини з 8 родами)